# 藤井菜菜子
藤井菜菜子（日语：／ Fujii Nanako，1999年5月7日—），日本女子田径运动员，主攻竞走，2018年世界竞走团体锦标赛青年组女子10公里铜牌得主、2022年亚洲运动会女子20公里竞走铜牌得主。